# 시아지우
시아지우(1999년 4월 7일 ~ )는 대한민국의 가수다.

## 방송
- 믹스나인 (2017) - 52위
- 더 인플루언서 (2024) - 19위

## 음반
- Do It My Own Way (D.I.M.O.W) (2022)
- YUMMY (2023)

## 공연
- 워터밤 서울 2024 (2024)